# 洪水の前 (曲)
「洪水の前」（こうずいのまえ）は、 1977年7月21日に発売された郷ひろみ22作目のシングル。

## 収録曲
全曲　作詞：岡田冨美子／作曲：筒美京平／編曲：船山基紀
1. 洪水の前（3分42秒）
2. 海を見に行かないか（2分13秒）